# Dynamo-Czest Odessa
Dynamo-Czest Odessa (ukr. Футбольний клуб «Динамо-Честь» Одеса, Futbolnyj Kłub "Dynamo-Czest'" Odesa) – ukraiński klub piłkarski z siedzibą w Odessie. Założony w roku 1923 jako Sparta.
W latach 1995–1996 oraz 1997–1999 występował w ukraińskiej Drugiej Lidze.

## Historia
Chronologia nazw:
- 1923—1926: Sparta Odessa (ukr. «Спарта» Одеса)
- 1926—1936: Dynamo Odessa (ukr. «Динамо» Одеса)
- 1946—1994: Dynamo Odessa (ukr. «Динамо» Одеса)
- 1994—1995: Dynamo-Dagma Odessa (ukr. «Динамо-Даґма» Одеса)
- 1995—1996: Dynamo-Fłesz Odessa (ukr. «Динамо-Флеш» Одеса)
- 1996: Dynamo-Zmina Jużne (ukr. «Динамо-Зміна» Южне)
- 1996—1997: Zmina Jużne (ukr. «Зміна» Южне)
- 1997—1998: Dynamo Odessa (ukr. «Динамо» Одеса)
- 1998: Dynamo-SKA Odessa (ukr. «Динамо-СКА» Одеса)
- 2005—2007: Dynamo-Czest Odessa (ukr. «Динамо-Честь» Одеса)

Piłkarska drużyna w Odessie została założona w 1923 roku i nazywała się wtedy Sparta Odessa. Dopiero później przyjęła nazwę Dynamo . Od 2008 roku Dynamo Odessa znajdował się w grupie najlepszych zespołów w Odessie.
W 1936 na bazie Dynama został założony klub, który występował w Mistrzostwach ZSRR. Na początku 1940 roku Decyzją Rady Centralnej Towarzystwa "Dynamo" zespoły Dynamo Odessa, Dynamo Charków, Dinamo Rostów nad Donem, Dinamo Baku zostały zdjęte z rozgrywek Mistrzostw ZSRR. Piłkarze odeskiego Dynama zostali przeniesione do Harczowyka Odessa, na bazie którego, w 1958 roku powstał klub pod nazwą Czornomoreć Odessa.
W 1946 klub został ponownie założony i brał udział w rozrywkach piłkarskich byłego ZSRR. Klub wiele razy był rozwiązany i ponownie powstawał.
Od początku rozrywek w niezależnej Ukrainie klub występował najpierw w Mistrzostwach obwodu odeskiego (1992–1993), a następnie pod nazwą Dynamo-Dagma Odessa w Mistrzostwach Ukrainy spośród zespołów amatorskich (1994–1995). W sezonie 1995/1996 zamienił w Drugiej Lidze rozformowany klub Czornomorec-2 Odessa występując pod nazwą Dynamo-Fłesz Odessa. Jednak nie utrzymał się w niej i został pozbawiony statusu profesjonalnego. W 1996 został przeniesiony do miasta Jużne, gdzie występował pod nazwą Dynamo-Zmina Jużne oraz Zmina Jużne. W 1997 powrócił do Odessy i otrzymał prawo występować w Drugiej Lidze. Zajął ostatnie 17.miejsce w grupie, jednak dzięki temu, że w sezonie 1998/1999 jeszcze jeden odeski klub SKA-Łotto Odessa zrezygnował z dalszych występów w lidze, zajął jego miejsce i dlatego zmienił nazwę na Dynamo-SKA Odessa. Podczas przerwy zimowej sezonu 1998/1999 również zrezygnował z dalszych występów na poziomie profesjonalnym i został pozbawiony statusu klubu profesjonalnego.
W 2005 klub kolejny raz został reaktywowany. Pod nazwą Dynamo-Czest Odessa przystąpił do rozgrywek Mistrzostw Odessy. Jednak w 2007 został rozformowany.

## Sukcesy
- 20. miejsce w Drugiej Lidze:

1995/96